# Сосыа (лаосский)

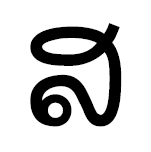

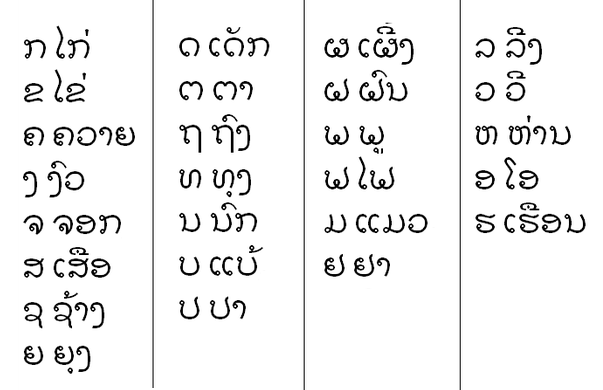
Алфавит

Сосыа,  (лао. сыа — тигр) — шестая буква лаосского алфавита, обозначает глухой альвеолярный спирант. В слоге может быть только инициалью, относится к согласным аксонсунг (верхний класс) и может образовать слоги, произносимые 1-м, 5-м и 6-м тоном.
Лаосская сосыа объединяет в себе четыре буквы тайского алфавита: чочинг, сосала, сорыси и сосыа, графически совпадает с буквой сосыа. В шанском алфавите соответствует букве сасэнг — .

## Ваййакон (грамматика)
- Сабап — лаксананам для печатных изданий и документов.